# Information Research Department
L'Information Research Department (IRD) è stato un dipartimento del Foreign Office britannico, fondato nel 1948 da Christopher Mayhew per contrastare la propaganda sovietica, in particolar modo all'interno del movimento operaio occidentale.
La sua attività è stata dismessa nel 1977.

## L'IRD in Italia
Attraverso una meticolosa ricerca portata avanti dagli autori Mario Jose Cereghino e Giovanni Fasanella (i quali hanno potuto accedere a numerosissimi documententi desecretati del governo britannico), è stato possibile far luce sulle attività dell'Information Research Department legate all'Italia.
In Italia i progetti messi in piedi negli uffici londinesi dell'IRD consistono nel plasmare e manipolare l'opinione pubblica a favore degli interessi britannici. Tali obiettivi vengono portati avanti preparando degli articoli che poi verranno divulgati all'opinione pubblica italiana attraverso la propria rete di collaboratori.
Per perseguire tale scopo, in Italia vengono reclutati opinionisti, politici, intellettuali, direttori di giornale, giornalisti radiofonici, alte cariche ecclesiastiche, rettori di Università, sindacalisti CISL.
A metà degli anni cinquanta, periodo di massima espansione per il progetto, in Italia ci sono oltre 800 personalità legate all'Information Research Department. Tra queste si possono citare:
- Gaetano Afeltra
- Domenico Bartoli
- Luigi Barzini
- Felice Battaglia (rettore Università)
- Norberto Bobbio
- Fabio Luca Cavazza (futuro direttore de Il Sole 24 ore)
- Carlo Donat-Cattin
- Agostino Gemelli
- Jader Iacobelli
- Gualtiero Koch (direttore Radio Rai)
- Arrigo Levi
- Raimondo Manzini
- Mario Missiroli
- Giovanni Battista Montini
- Paolo Murialdi
- Paolo Emilio Taviani
- Alcide Toffoloni (Azione Cattolica)
- Vittorio Zincone
- Italo Zingarelli

## La lista di Orwell
Nel 1949, poco prima di morire, l'autore inglese George Orwell preparò una lista di scrittori importanti e di altre persone che considerava inadatte come possibili scrittori per le attività di propaganda anticomunista dell'Ird. Una copia della lista è stata pubblicata su The Guardian nel 2003 e l'originale è stato rilasciato dal Foreign Office poco dopo.